# 부동산 공동소유
|                                           |
| 미국의 재산법                             |
| 미국법 시리즈                             |
| 재산 획득                                 |
| 증여 · 취득시효 · 채권양도                |
| 유실물                                    |
| 처분 · 위탁 · 허가                        |
| 재산권                                    |
| 완전 사유권 · 단순부동산권 · 한사부동산권 |
| 생애부동산권 · 조건부 부동산권            |
| 미래권리 · 부동산 공동소유                |
| 부동산임차권 · 연립주택                   |
| 토지권리의 양도 증서                      |
| 선의의 취득자 · 권원등기제도              |
| 양도증서에 의한 금반언 · 권리 포기서      |
| 임대차 · 형평법상 재산권의 이전           |
| 소유권부담제거소송 · 국가귀속             |
| 미래사용 제한                             |
| 양도제한                                  |
| 영구구속금지의 원칙                       |
| 쉘리사건의 원칙                           |
| 상속권원우선원칙                          |
| 비소유 토지권                             |
| 지역권 · 이익                             |
| 토지와 함께 이전하는 약관                 |
| 에퀴티상의 지역권                         |
| 관련 주제                                 |
| 부착물 · 훼손 · 분할                      |
| 용수권                                    |
| 측면‧지하지지권                           |
| 네모닷                                    |
| 미국법의 다른 영역                        |
| 계약법 · 불법행위법                       |
| 유언신탁법                                |
| 형법 · 증거법                             |

부동산의 공동소유란 소유권의 공유의 형태이다.

## TENANCY IN COMMON
소유권을 부부가 아닌 2인 이상이 갖고 있는 형태로, 소유권자 중 한사람이 먼저 죽을 경우, 그 권한은 나머지 소유권자에게 균등히 배분되지 아니하며 상속된다.

## JOINT TENANCY
소유권을 부부가 아닌 2인 이상이 갖고 있는 형태로, 소유권자 중 한사람이 먼저 죽을 경우, 그 권한은 상속되지 않고 나머지 소유권자에게 균등히 배분된다.

## TENANCY BY THE ENTIRETY
단지 부부의 경우에 한해 인정되는 공동 소유권의 형태로 소유권을 취득할 당시 부부이 어야 하며 부부 중 한 사람의 유고시 자동적으로 남아 있는 사람에게 소유권이 이전된다. 일반 주거주택이나 콘도의 경우 가장 많이 쓰여지고 있는 형태의 소유권이다.

## OUSTER
만약 한 세입자가 다른 공동 세입자에게서 부동산 모두 또는 일부를 정당하지 않은 방법으로 몰아내는 행위를 할시에는 퇴거된다.

## 참고 문헌
- 부동산 공동소유

## 같이 보기
- 공유 (법률)